# Вільне радіо Альбемута (фільм)
«Вільне радіо Альбемута» — американська екранізація 2010 року роману-антиутопії «Вільне радіо Альбемута» Філіпа Діка, написаного в 1976 році та опублікованого посмертно 1985-го. Сценарист, режисер і продюсер фільму — Джон Алан Саймон.

## Про фільм
Корумпований президент США Ферріс Ф. Фрімонт (FFF; 666 — «число звіра»), який займає свою посаду у 1960-ті роки. Він скасовує громадянські свободи та права людини, розробляючи теорію змови навколо фіктивної підривної організації, відомої як «Aramchek». А ще він пов'язаний з правим популістським рухом «Друзі американського народу».
Його дії призводять до створення реального опору, який здійснюється через вільне радіо Альбемута із таємничого чужорідного супутника, яким керує позаземний суперінтелект, всемогутня істота на ім'я ВАЛІС.

## Знімались
| Актор                   | Роль              |
| ----------------------- | ----------------- |
| Шей Віґем               | Філ               |
| Джонатан Скарф          | Нік Брейді        |
| Кетрін Винник           | Рейчел Бреді      |
| Скотт Вілсон            | президент Фрімонт |
| Джулі Ворнер            | перший диктор     |
| Ешлі Ґрін               | Ронда             |
| Розмарі Гарріс          | ВАЛІС             |
| Джон Проскі             | Гольдфарб         |
| Джон Тенні              | перший агент      |
| Річ Соммер              | другий агент      |
| Джоель МакКіннон Міллер | детектив          |
| Петер Голден            | поліцейський      |
| Аланіс Моріссетт        | Сильвія           |
| Ганна Голл              | Вівіан            |
| Вілл Ротгаар            | Тед               |